# Martin Eden
Martin Eden és una novel·la autobiogràfica i naturalista de Jack London (1876-1916), publicada per entregues entre 1908 i 1909 a la revista The Pacific Monthly i en forma de llibre aquell darrer any. El tema és la formació d'un artista, Martin Eden, i la seva evolució, i pertany al gènere Künstlerroman.

## Argument de l'obra
És la història d'un proletari, un noi de poble que es fa mariner i, als vint anys, descobreix a Oakland la cultura, en ser acollit en una refinada família burgesa, i s'esforça en millorar-se, com en Jude, l'obscur de Thomas Hardy, mitjançant la formació autodidacta. Martin intenta convertir-se en un escriptor al principi amb l'ajuda de la filla de la família, Ruth Morse, de la qual n'està enamorat, però ella l'abandona en veure que no assoleix les seves expectatives. Martin, però persisteix, llegeix molt i escriu, encara que els editors rebutgen un cop i un altre els seus relats, i a la fi assoleix el reconeixement i la fortuna.
Això no obstant, es desespera per haver obtingut només un èxit a mitges que li sembla pitjor que un fracàs, ja que encara que ha obtingut el respecte de la societat burgesa, ha desenvolupat un profund rancor, està tip del seu treball i de l'amor no correspost, i es llença a la mar submergint-se tan profundament que ja no en pot sortir. Sent que no se'l valora pel seu esforç sinó només per la fama. En pujar de nou al vaixell se sent estrany i s'adona que ja no és el que era. Finalment, dona la seva fortuna als seus amics de classe treballadora i se suïcida.
Martin Eden es diferencia de Jack London en què rebutja el socialisme, l'ataca com una «moral d'esclaus», i se sosté en un individualisme nietzscheà. En una nota a l'escriptor Upton Sinclair, London va escriure: «Un dels motius d'aquest llibre va ser atacar l'individualisme (en la persona de l'heroi). Dec haver-me confós perquè ni un sol crític ho ha descobert».
En català, el llibre fou editat per Edicions de 1984 amb traducció de Roser Berdagué.